# San Diego Siege
Le San Diego Siege sono state una franchigia di pallacanestro della NWBL, con sede a San Diego, in California, attive nel 2006.
Persero la finale nel 2006 per 78-71 con le Colorado Chill. Scomparvero con il fallimento della lega.

## Stagioni
| Stagione | Lega | Denominazione   | V  | P | %    | Piazzamento | Play-off |
| -------- | ---- | --------------- | -- | - | ---- | ----------- | -------- |
| 2006     | NWBL | San Diego Siege | 14 | 4 | 77,8 | 1º          | Finale   |